# Architektenanordnung
Die Architektenanordnung ist ein Verfahren der Darstellenden Geometrie, um für gegebenen Auf- und Grundriss eines räumlichen Objektes zeichnerisch ein Bild in Zentralprojektion herzustellen. Obwohl ein entsprechendes Verfahren auch für geneigte Bildtafeln existiert, wird hier nur das deutlich einfachere Verfahren für den Fall einer senkrechten Bildtafel beschrieben. Die Architektenanordnung hat eine gewisse Ähnlichkeit mit dem Einschneideverfahren zur Konstruktion von Parallelprojektionen. Allerdings kann hier nur über Fluchtpunkte der Vorteil paralleler Geraden und Kanten genutzt werden.

## Beschreibung des Verfahrens bei senkrechter Bildtafel

Zentralprojektion: Quader in Architektenanordnung

Zentralprojektion: Quader in Architektenanordnung-Lösung

Im Beispiel (s. Bild) sind Grund- und Aufriss eines Quaders sowie der Grundriss {\displaystyle \pi '} der Bildtafel und {\displaystyle O'} des Augpunktes gegeben. Im Aufriss ist die Höhe des Augpunktes durch den Aufriss des Horizonts {\displaystyle h''} festgelegt.
Grund- und Aufriss werden nun in folgender Anordnung positioniert:
a) Der Grundriss wird so auf die Zeichenfläche gelegt, dass das Bild in Zentralprojektion oberhalb davon gezeichnet werden kann.
b) Der Horizont {\displaystyle h}  des Bildes wird mit genügend Abstand als Parallele zu  {\displaystyle \pi '} eingezeichnet.
c) Der Aufriss wird seitlich so angelegt, dass {\displaystyle h''} auf derselben Gerade liegt wie {\displaystyle h}.
d) Der Grundriss {\displaystyle H'} des Hauptpunktes ist der Schnitt des Lotes von {\displaystyle O'} auf {\displaystyle \pi '}. Der Schnittpunkt dieses Lotes mit dem Horizont wird als Hauptpunkt {\displaystyle H} (des Bildes) gewählt.
Mit dieser Anordnung lassen sich im Grundriss konstruierte Bildpunkte (auf {\displaystyle \pi '}) auf einem Ordner (Lot zu {\displaystyle \pi '}) in das Bild übertragen.
Die weiteren Schritte (s. Nummerierung in der Lösung):
1. Die Grundrisse {\displaystyle F'_{1},F'_{2}} der Fluchtpunkte der horizontalen Quaderkanten werden auf {\displaystyle \pi '} bestimmt und
2. über Ordner in das Bild auf den Horizont übertragen. (Der Fluchtpunkt einer Gerade {\displaystyle g} ist der Schnittpunkt der Parallele zu {\displaystyle g} durch {\displaystyle O} mit der Bildtafel, s. Zentralprojektion.)
3. Die linke Kante des Quaders liegt in der Bildtafel. Sie muss unverkürzt auf dem Ordner im Bild erscheinen.
4. Oberer und unterer Punkt dieser Kante können aus dem Aufriss übernommen werden und
5. in das Bild eingezeichnet werden.
6. Die Verbindung zu dem Fluchtpunkt  {\displaystyle F_{1}} liefert Geraden, auf denen eine obere und untere Kante des Quaders liegen.
7. Die Projektion der vorderen Kante (im Grundriss)
8. und der zugehörige Ordner
9. ergeben die vordere Kante (im Bild).
10. Die Verbindungsgeraden der neuen Quaderpunkte mit dem rechten Fluchtpunkt {\displaystyle F_{2}},
11. die Projektion der rechten Kante im Grundriss und
12. der zugehörige Ordner
13. schneiden (aus den Kantengeraden zum rechten Fluchtpunkt) die rechte Quaderkante aus.

Die verdeckte senkrechte Kante konstruiert man analog zur rechten Kante oder nutzt Parallelitäten, d. h. Verbindungen zu {\displaystyle F_{1},F_{2}}, aus.